# Condado de Steele (Minnesota)
O Condado de Steele é um dos 87 condados do estado americano de Minnesota. A sede do condado é Owatonna, e sua maior cidade é Owatonna. O condado possui uma área de 1 119 km² (dos quais 7 km² estão cobertos por água), uma população de 33 680 habitantes, e uma densidade populacional de 30 hab/km² (segundo o censo nacional de 2000). O condado foi fundado em 20 de fevereiro de 1855.